# 塔希·纳姆加尔
塔希·纳姆加尔（锡金语：བཀྲ་ཤིས་རྣམ་རྒྱལ་，威利：Bkra-shis Rnam-rgyal，THL：Tashi Namgyal；1893年10月26日—1963年12月6日），一譯札西南嘉，錫金第11任卻嘉（意為國王），1914年至1963年在位。

## 生平
塔希·纳姆加尔是圖多南嘉的兒子，出生在西藏。他也是前任國王錫東祖古南嘉的同父異母弟弟。錫東祖古南嘉在位不到一年便逝世，無嗣，由塔希·纳姆加尔繼位。西藏統治者十三世達賴喇嘛為他行加冕之禮。
1918年10月，塔希·纳姆加尔迎娶昆桑德欽，隨後生下了三子三女。
塔希·纳姆加尔在位期間，致力於土地改革和自由選舉。他致力於錫金和印度、西藏保持密切聯繫。
1963年，塔希·纳姆加尔逝世，不少人認為他死於印度籍攝政的謀殺。因其長子在二戰期間死於空難，由次子帕尔登·顿杜普·纳姆加尔繼任為錫金國王。